# DAWN (AK-69のアルバム)
『DAWN』（ドーン）は、日本のシンガーソングライター・AK-69が2016年11月23日にDef Jam Recordingsから発売したメジャー1枚目（通算8枚目）のオリジナルアルバム。

## 内容
Def Jam Recordingsと契約を果たしたAK-69にとっての移籍第1弾となるアルバムである。自身のマネジメントカンパニー、Flying B Entertainment設立後初のアルバムでもある。
前作『THE THRONE』から約1年半ぶりとなるオリジナルアルバムである。タイトルは日本語訳で"夜明け"。これまでのアンダーグラウンドでの活動を夜とし、Def Jamという看板を背負ってオーバーグラウンドに出るという意味が込められている。
2016年7月のツアー終了後から本格的に本作の制作に取りかかり、制作期間の短い中で完成した。レコーディングに費やした期間は2ヶ月であった。前作『THE THRONE』が「ストリートから成り上がってきた自分のヒップホップストーリーの最終章」と語っており、新章の始まりになるような作品を目指したという。2016年1月の新たなマネジメント事務所「Flying B Entertainment」の設立及び独立、そしてアメリカの名門レーベル「Def Jam Recordings」の契約が、王者のアティテュードから挑戦者のアティテュードに変わったとも述べている。尚、発売日の11月23日はレーベル側の提示でありスパンは短かったが、それに合わせ制作を進めた。制作に取りかかる前に、発売日の前日である11月22日が同じ愛知県出身であり2004年に他界したヒップホップMCであるTOKONA-Xの命日にあたると気づいたという。TOKONA-XもDef Jamと契約をしており、Def Jamからの1枚目のシングル「Let Me Know Ya...」にAK-69がKalassy Nikoff名義で客演参加しており、「(TOKONA-Xの死から)十数年が経って、自分がきっかけでDef Jam Japanが復活して、彼の命日の次の日に“夜明け”というタイトルに掲げて、自然にできた…導かれるようにできたアルバムを出すというのは運命を感じます。」とコメントしている。
曲順は、曲が全部できた後に歌詞の意味や曲の世界的にドラマのようにつながっていくように決めていったと語っており、1曲目の「Dawn」が夜明け前で2曲目「Flying Lady」で夜明けとなり、3曲目の「Forever Young」から1日が流れ、10曲目の「上ヲ向イテ」で夕方となり、最後の「KINGPIN」で夜になり1周して夜明けになるという時間軸的な意味合いも込められている。
本作にはラッパーの般若やヒップホップユニット・2WIN、「Flying B Entertainment」のCITY-ACEとHIDE春の他、共通の友人を通じ親交を重ね、意気投合したUVERworldや清木場俊介も参加しており、ヒップホップやR&B以外の音楽ジャンルのゲストを初めて招集した作品となった。自分の作品を売ることに荷担させる形が嫌で、これまでは自分の作品に自分より有名な人は呼んだことがなく、同じジャンルの人間でかっこいい音楽を作ることにこだわってきたが、今回のコラボレーションについてAK-69は「（13曲目の）「KINGPIN」でも言ってるけどメジャーとインディーの壁なんて壊したから、今はジャンル外の人を呼んだところで「売れるためにやったな」って言われないところまで来た自負があるし、抵抗がなくなった。」と語っている。その他、アメリカのファット・ジョーなども参加している。「今回参加して貰った皆は本当に心の通った、人間的に共鳴し合えるメンバー。」とAK-69は述べている。

## 収録曲
1. Dawn
作詞：AK-69
作曲：RIMAZI
空が青黒くなってきた時の夜明け前のイメージな曲とAK-69は述べている[3]。
2. Flying Lady feat. CITY-ACE,HIDE春
作詞：AK-69、CITY-ACE、HIDE春
作曲：RIMAZI、AK-69、CITY-ACE、HIDE春
同じ事務所のCITY-ACEとHIDE春を客演に迎えた作品。朝日が差し込んでくる夜明けをイメージしたといい、最初はこの曲に「DAWN」のタイトルを付けたという[3]。
3. Forever Young feat. UVERworld
作詞：AK-69、TAKUYA∞
作曲：RYUJA、UVERworld
UVERworldを客演に迎えた作品。UVERworldにとってキャリア初となる客演参加となった。
元々お互い親交はなかったが、2013年頃井岡一翔の試合を観戦した際にUVERworldのボーカルのTAKUYA∞と席が前後であり、その時はお互い挨拶程度で終わったそうだが、その後再び井岡の試合でTAKUYA∞と一緒に来ていたAK-69のファンでもある後輩の席が前後になり、その際後輩の後押しもありTAKUYA∞側がAK-69に電話番号の交換をお願いしたという。また後日井岡の試合を観戦し、試合後の井岡も交えた食事の席でゆっくり話をし打ち解けたという[5]。
客演のオファーはAK-69からTAKUYA∞に申し出。これまでUVERworldにとって客演はTAKUYA∞がソロで一度客演参加したのみで、この客演後メンバー間で「客演はここぞっていうとき以外はしないで、UVERworldでの表現を大事にしていこう」という方針になったことを電話で聞いてそれを了承をするが、「でもね、ここぞが今なんで行きます。」とTAKUYA∞が返答し、TAKUYA∞に対するオファーであったが、TAKUYA∞がUVERworldとして出動させ、このコラボレーションに至った。また、AK-69が合宿で使っているスタジオをUVERworldも使用していることを以前から聞いており、前からお互いの話をスタッフを通じて聞いていたという[5]。
先に曲のタイトルが決まり、それから本格的な制作が始まった[3]。制作に至っては今回使用されたトラックと、現代のUSシーンの流れを汲んだトラック、バンドサウンドを意識したトラックの3パターンをAKがTAKUYA∞に渡し、AK-69本人やリスナーを考慮して現在のトラックに決定。サビの部分は元のトラックに付いていたものではないが、UVERworldがバンド全員で初めての客演に参加するということもあり、TAKUYA∞の提案でサビの部分はコードを変え、UVERworldのメンバーが演奏したものに全替えされた。そのサビをヒントにAK-69側もヴァース部分にギターを加えたり、AK-69のパートであるBメロの部分もUVERworldがアレンジを加えたりと、夜中や朝方含め何日間にも及ぶやりとりで曲と詞を固め、最後のアウトロの掛け合い部分をディスカッション及びスタジオでセッションしながら作り完成した[5][3]。サビの部分が元のトラックから変わったことでAK-69は最初違和感を感じたというが、聴いてる内に新鮮さを感じたという。元のトラックのサビにも歌をTAKUYA∞に乗せてもらったが、悪い意味で予想通りになったと語っている[3]。TAKUYA∞はこの楽曲でバンドが好きでヒップホップが苦手なリスナーや、ヒップホップが好きだけどバンドが苦手というリスナーに対し、この曲でコラボレーションの意味を伝えたかったと述べ、チャンスだと思いオファーを受けた[6]。
UVERworldが翌年2月1日に発表されたシングル「一滴の影響」のカップリングとして再収録されている。
2018年にAbemaTVで配信されたオリジナルドラマ『会社は学校じゃねぇんだよ』の主題歌に起用され、第7話ではAK-69が特別出演している。ドラマの企画者である藤田晋の所有馬フォーエバーヤングは本曲を命名の由来としている。
4. Streets feat. 2WIN (T-PABLOW & YZERR)
作詞：AK-69、YZERR、T-PABLOW
作曲：NATO
ヒップホップユニット・2WINのT-PABLOWとYZERRを客演として迎えた作品。ヒップホップを通じストリートから這い上がって自分たちの街をレペゼンしてる奴らと一緒に作りたかった曲と述べている[7]。
5. Flying B 〜DAWN ver.〜
作詞：AK-69
作曲：RIMAZI、AK-69
シングル曲。アルバム・バージョンとして収録。
体操の内村航平はリオデジャネイロオリンピックで試合前にこの曲を聴き、金メダルを獲得したというエピソードがある[8]。
6. Hangover
作詞：AK-69
作曲：RYUJA、AK-69
酒に酔って朝に目覚めた主人公が、前日の夜の記憶をたどっていく過程を描いた楽曲である。アルバム発売後の2017年3月にHangoverのPVが公開され、イタリアのグッチ家の4代目グッチオ・グッチがプロデュースしたワインブランド「GIOIA」とのコラボレーションの内容となっている[9]。
7. Rainy days feat. 清木場俊介
作詞：AK-69、清木場俊介
作曲：RYUJA、AK-69、清木場俊介
シンガーの清木場俊介を客演に迎えた。出会いはAK-69も参加した2016年夏に行われたヒップホップ・イベント「SUMMER BOMB 2016」であり、このイベントにAK-69の知り合いに連れられ清木場俊介も観にきてたという。知り合いにずっと「清木場くんとAKさんは絶対合うから」と言われていたと語っており、清木場のその知り合いから同じことを言われていたという。その後の食事の席に何か一緒にできたらいいという話をし、数日後にAK-69が早速オファーしたという[10]。
トラックは清木場が選んだものを使用。サビのメロディーはAK-69と清木場がそれぞれ制作したものがあったが、清木場の意志でAK-69のメロディーに清木場が歌を載せることとなった[3]。
8. With You 〜10年、20年経っても〜
作詞：AK-69
作曲：RIMAZI、AK-69
両A面シングル「With You 〜10年、20年経っても〜 / KINGPIN」の表題曲。
TOKONA-Xの「Let Me Know Ya... feat.Kalassy Nikoff」へのアンサーソングにあたる[3]。
9. Baby
作詞：AK-69
作曲：RYUJA、AK-69
MBS／TBSドラマ『拝啓、民泊様。』挿入歌。「パートナーを夜空の星に例えて、お前が一際輝いてるからなっていう曲」とAK-69が述べおり。ラブソングとしての光景がちゃんと目に浮かぶような表現にすることと同時に、「ナタリア・ミンドルーのような」とか「今日の気分はJaguar」など、ヒップホップ的な比喩表現を入れたと語っている[11]。
10. 上ヲ向イテ
作詞：AK-69
作曲：RIMAZI、AK-69
「夕方、友達の肩を抱いて「負けちゃったけど気にすんなよ」って言ってるような青春っぽい世界観のBボーイバージョンを表現した感じ」と述べている[11]。
アルバム発売約1ヶ月後に上ヲ向イテのPVが公開され、親交のある谷繁元信と内山高志も出演している[8]
9曲目の「Baby」がドラマの挿入歌に起用されているが、「上ヲ向イテ」も候補に上がっていたという[3]。
11. もう1ミリ feat. 般若
作詞：AK-69、般若
作曲：DJ RYOW & Growth
AK-69と般若も参加しているサプリメントブランドのHALEOが運営するトレーニングチーム「HALEO TOP TEAM」を題材にした曲。日々のきついトレーニングを通じて生まれた曲と語っている。
12. We Don't Stop feat. Fat Joe
作詞：AK-69、Fat Joe
作曲：DJ RYOW & Growth
アメリカ合衆国のラッパー、ファット・ジョーが参加。
13. KINGPIN
作詞：AK-69
作曲：タイプライター、AK-69
両A面シングル「With You 〜10年、20年経っても〜 / KINGPIN」の表題曲。

### 初回限定盤DVD
PV集
1. KINGPIN
2. With You 〜10年、20年経っても〜
3. Flying B
4. We Don't Stop feat. Fat Joe

2016.2.27「NON FICTION～一夜限りのプレミアム・ライブ～」＠豊洲PIT LIVE映像
1. Opening〜The Cartel From Streets
2. Prologue -The Man They Call Rain Man-
3. The Throne
4. 雨音
5. Click da trigger
6. CROWZ feat. Lil'J
7. You don't care
8. Ding Ding Dong 〜心の鐘〜
9. IRON HORSE -No Mark-
10. THE RED MAGIC
11. ICU
12. START IT AGAIN
13. Lookin' In My Eyez 〜ロッカールーム -Go Hard or Go Home-
14. Flying B
15. And I love You So
16. IT'S OK

## 参加ミュージシャン
- AK-69：MC (全曲)

Musician
- Blue Collector UK：Guitar (#7)